# Svenja Brunckhorst
Svenja Brunckhorst (Rotenburg an der Wümme, 19 de outubro de 2001) é uma jogadora de basquete alemã.

## Carreira
Nascida em Rotenburg (Wümme), Brunckhorst mudou-se com a família para Wasserburg am Inn aos dez anos de idade. Ela jogou nas categorias de base do TSV 1880 Wasserburg e foi nomeada para as seleções alemãs nas faixas etárias Sub-16, Sub-18 e Sub-20. Com a equipe feminina de Wasserburg, a ala de 1,79 metros de altura sagrou-se campeã alemã em 2008 e 2011 e vencedora da taça em 2011.
Depois de uma escala no USC Freiburg na temporada 2011/12, ela retornou a Wasserburg. Em 2013, 2014, 2015 e 2016, Brunckhorst venceu novamente o campeonato alemão com a Alta Baviera e também a competição da copa em 2014, 2015 e 2016. Ela também jogou em competições europeias de clubes com o Wasserburg. Brunckhorst alcançou sua média de pontos mais alta na Bundesliga durante a temporada 2015/16, quando obteve média de 8,6 pontos por jogo. Ihren höchsten Punktedurchschnitt in der Bundesliga erzielte Brunckhorst während der Saison 2015/16, als sie pro Begegnung auf 8,6 Punkte kam.
Durante as férias de verão de 2016, mudou-se para o clube espanhol da primeira divisão Cadí La Seu, na preparação para a temporada 2017/18, ingressou no clube francês da primeira divisão Cavigal de Nice. Ela voltou a Wasserburg novamente para a temporada 2018/2019. Brunckhorst jogou em Wasserburg até 2020, após o qual jogou principalmente basquete 3x3 e permaneceu na base federal em Hanover.
A ala fez sua estreia na seleção alemã sênior em maio de 2013. Ela foi promovida a capitã da equipe DBB. Em 2019 ela recebeu o prêmio honorário esportivo da cidade de Wasserburg. Em agosto de 2019 sagrou-se campeã alemã no jogo 3x3. Brunckhorst também se tornou jogador nacional no 3x3. Ela participou do Campeonato Europeu de 2023 no tradicional basquete e alcançou a sexta colocação com a seleção alemã.
Nos Jogos Olímpicos de Verão de 2024, em Paris, conquistou a medalha de ouro no torneio feminino do basquetebol 3x3, após vencer na final confronto contra a equipe espanhola por 17–16, ao lado de Marie Reichert, Elisa Mevius e Sonja Greinacher.